# Atherion
Atherion (Jordan e Starks, 1901) è un genere di pesci ossei marini. È l'unico genere appartenente alla famiglia Atherionidae.

## Distribuzione e habitat
Il genere è endemico dell'Indo-Pacifico tropicale dove vivono nelle acque costiere, di frequente presso le barriere coralline.

## Descrizione
Simili agli Atherinidae da cui si distinguono per le caratteristiche scheletriche.
Sono pesci di taglia molto piccola, non superiore a pochi centimetri.

## Tassonomia
Il genere comprende 3 specie:
- Atherion africanum
- Atherion elymus
- Atherion maccullochi